# جيرالد فيري جونيور
جيرالد فيري جونيور (Gerald Phiri Jr.) لاعب كرة قدم من مالاوي، ولد في 8 يونيو 1993. والده هو جيرالد فيري سونيور، المدرب السابق لمنتخب مالاوي لكرة القدم. يلعب حاليا لنادي بيدفيست ويتس في جنوب أفريقيا منذ سنة 2015.

## روابط خارجية
- جيرالد فيري جونيور على موقع قاعدة بيانات كرة القدم.إي يو (الإنجليزية)
- جيرالد فيري جونيور على موقع ناشيونال فوتبول تيمز (الإنجليزية)
- جيرالد فيري جونيور على موقع Soccerway.com (الإنجليزية)